# Sophie Amalie af Slesvig-Holsten-Gottorp
Sophie Amalie af Slesvig-Holsten-Gottorp (født 19. januar 1670, død 27. februar 1710 i Hannover) var en dansk-tysk prinsesse af Slesvig-Holsten-Gottorp. Hun var datter af hertug Frederik 3. af Slesvig-Holsten-Gottorp og Frederikke Amalie af Danmark. Hun blev gift med den senere hertug August Vilhelm af Braunschweig-Wolfenbüttel i 1695, der blev hertug af Braunschweig-Wolfenbüttel i 1714. 